# Mohammad Hanif
Mohammad Hanif (nacido en 1961) es un novelista e investigador iraní. Es el ganador de muchos premios nacionales, incluidos los prestigiosos premios Libro del año de Irán, premios literarios Jalal Al-e Ahmad y premios Golden Pen.

## Vida
Unos años después de la Revolución Islámica de 1979, comenzó su carrera como maestro de escuela rural. Sin embargo, pronto fue despedido de su trabajo debido a cargos políticos infundados. Luego ingresó en la Universidad de Kharazmi para estudiar Historia, pero la Literatura, así como la Escritura Creativa, siguieron siendo una prioridad para él. Su especialidad en Historia lo alentó a escribir extensamente sobre el folclore persa y también lo convirtió en uno de los pocos novelistas iraníes que usaban el realismo mágico en sus novelas: un enfoque particularmente evidente en sus obras posteriores, por ejemplo El sombrero mágico y la estatua de cobre (novela), Ese hombre olió la muerte desde entonces (novela), Con trabajo duro (novela) y Localización del realismo mágico en Irán (investigación). Ahora se centra principalmente en la ficción.

## Ficciones
- Con trabajo duro (2019)
- Magia de Gupta (2018)
- Ese hombre olió la muerte desde entonces (2017)
- El sombrero mágico y la estatua de cobre (2012)
- La jaula: la vida en un campo de prisioneros (2009)
- Los sueños de los ciervos (2008)
- Flores heladas (1998)